# Liberaal Verbond voor Zelfstandigen
Het Liberaal Verbond voor Zelfstandigen (LVZ) is een Belgische liberale middenstandsorganisatie.

## Geschiedenis
De organisatie werd opgericht in 1981 door Frans Verberckmoes, twee jaar later volgde de oprichting van een landelijke vormingsdienst.
In 1996 werd de Vlaamse vleugel van het Algemeen Verbond van de Zelfstandige Arbeid (AVZA) geïncorporeerd.
In januari 2003 werd bekendgemaakt dat de organisatie een federatie zou vormen met de Federatie van Belgische Zelfstandige Ondernemers (FEBEZO).

## Structuur

### Voorzitters
| Tijdspanne  | Voorzitter         |
| ----------- | ------------------ |
| 1981 - 1989 | Frans Verberckmoes |
| ? - ?       | Paul Van Campfort  |
| ? - heden   | Roni De Waele      |

### Organisatie
De organisatie is actief in Vlaanderen en Brussel en verdedigt de belangen van middenstanders, ondernemers, landbouwers en beoefenaars van vrije beroepen. Het is de enige liberale organisatie voor zelfstandigen die zetelt in de Hoge Raad voor de Zelfstandigen en de KMO. Huidig voorzitter is Roni De Waele, huidig directeur van de organisatie is Luc Soens.

### Ledenblad
De organisatie geeft het tijdschrift Vrij Ondernemen uit.